# Tianzhuang Shuiku
Tianzhuang Shuiku är en reservoar i Kina. Den ligger i provinsen Shandong, i den östra delen av landet, omkring 120 kilometer sydost om provinshuvudstaden Jinan. Trakten runt Tianzhuang Shuiku består till största delen av jordbruksmark.
Genomsnittlig årsnederbörd är 865 millimeter. Den regnigaste månaden är juli, med i genomsnitt 304 mm nederbörd, och den torraste är januari, med 8 mm nederbörd.